# Edge (czasopismo)
Edge – brytyjski miesięcznik o grach komputerowych, który wydawany jest od października 1993 roku.